# Dajla
Dajla (olaszul: Daila) falu Horvátországban Isztria megyében. Közigazgatásilag Novigradhoz tartozik.

## Fekvése
Novigradtól 5 km-re északra, az Isztriai-félsziget nyugati partján, a Dajlai-öböl déli partján fekszik. Az öböl északi részén, a mai Karigador területén volt a település kikötője, amelyet a környező települések, különösen Brtonigla lakói használtak. Ma az öböl teljes hosszában nyaralóházak sorakoznak. Településrészei Zidine, Fermići, Šajini, Milovac és Punta közvetlenül az öböl partján, illetve az öböl menti út mellett találhatók.

## Története
A Dajlai-öböl partvidéke már a római korban sűrűn lakott volt, ahol több villagazdaság romjai, feliratos kövek és sírok kerültek elő. A 6. században felépült az első kora keresztény bazilika, melynek mozaikpadlója töredékesen fennmaradt. A mai kastély helyén ekkor már görög alapítású kolostor is állt, melynek lakói a 9. században a bencések lettek. A település neve "Ayla" néven 1028-ban bukkan fel először, amikor területe az aquileiai pátriárka fennhatósága alá tartozott. A 13. században a település ismeretlen okból elpusztult, majd a novigradi püspökség birtoka lett, amely 1273-ban a Sabini családnak adta át. Ők építették fel a régi kolostor helyén település várát, mely a középkorban uradalom központja volt, de később elpusztult. 1736-ban a koperi Grisoni család vásárolta meg, akik a vár helyén új palotaegyüttest és gazdasági udvart építettek középpontjában nagyméretű, a tengerpartig érő, ciprusfákkal beültetett parkkal. Ezt a kastélyt 1830-ban bontották le, amikor akkori tulajdonosa Grisoni gróf a francia Le Terrier de Manetot tervei szerint 1830 és 1839 között felépítette új neoklasszicista palotáját. Egy családi tragédia után azonban Francesco Grisoni a Padova melletti Santa Maria di Praglia kolostorából bencés szerzeteseket hívott ide. A bencések 1858-ban tértek vissza a településre, de csak 1948-ig maradhattak, amikor kolostorukat államosították. 1860-ban a palotát kolostorrá építették át. Dajla a 19. század végére a turizmus fejlődésével lett kedvelt tengerparti üdülőhely. 1880-ban 196, 1910-ben 289 lakosa volt. Az első világháború után a rapallói szerződés értelmében Isztria az Olasz Királysághoz került. 1943-ban az olasz kapitulációt követően német megszállás alá került, mely 1945-ig tartott. A második világháború után a párizsi békeszerződés értelmében Jugoszlávia része lett, de 1954-ig különleges igazgatási területként átmenetileg a Trieszti B zónához tartozott és csak ezután lépett érvénybe a jugoszláv polgári közigazgatás. Jugoszlávia felbomlása után 1991-ben a független Horvátország része lett. 2011-ben 402 lakosa volt. Lakói mezőgazdasággal (szőlő, olajbogyó, gabona), halászattal és újabban egyre inkább turizmussal, vendéglátással foglalkoznak. Itt találhatók a Ladin Gaj és a Mareda autóskempingek.

## Nevezetességei
- Keresztelő Szent János tiszteletére szentelt plébániatemploma 1763-ban épült barokk stílusban. 1903-ban neoklasszicista stílusban építették át. 12 méter magas tornyában három harang található. A plébániát 1971-ben alapították.
- A plébániatemplom mellett áll az 1830 és 1839 között Le Terrier de Manetot francia építész tervei szerint épített, az Isztrián egyedülálló neoklasszicista Grisoni-palota. A négyszögletes kétemeletes központi palotaépület homlokzatával a tenger felé néz. Előtte a tengerig terjedő kis park található, melyet két oldalról az oldalsó épületszárnyak és a plébániatemplom határolnak. Figyelembe véve a korábbi épület stílusát a francia építész érintetlenül hagyta a főhomlokzattól keletre álló barokk templomot és hasonló stílusban építette meg a vele szemben álló plébánia épületét. A parkot a tenger felől nyíló monumentális kapun át lehet megközelíteni, amely a tengerpart építészeti összképébe illeszkedik. A kis móló a palota tengeri megközelíthetőségét biztosította. Az épületegyüttes mára az emberi nemtörődömség és a dilettáns építészeti beavatkozások következtében (1989-ig idősek otthonaként működött, azóta elhanyagoltan áll) nagyon lepusztult állapotba került.
- Az Irgalmas Szűzanya tiszteletére szentelt, 1912-ben épített kápolnája az öböl legmélyebb pontjának közelében áll.

## Lakosság
| Lakosság változása | Lakosság változása | Lakosság változása | Lakosság változása | Lakosság változása | Lakosság változása | Lakosság változása | Lakosság változása | Lakosság változása | Lakosság változása | Lakosság változása | Lakosság változása | Lakosság változása | Lakosság változása | Lakosság változása | Lakosság változása |
| ------------------ | ------------------ | ------------------ | ------------------ | ------------------ | ------------------ | ------------------ | ------------------ | ------------------ | ------------------ | ------------------ | ------------------ | ------------------ | ------------------ | ------------------ | ------------------ |
| 1857               | 1869               | 1880               | 1890               | 1900               | 1910               | 1921               | 1931               | 1948               | 1953               | 1961               | 1971               | 1981               | 1991               | 2001               | 2011               |
| 0                  | 0                  | 196                | 228                | 242                | 289                | 0                  | 297                | 419                | 272                | 316                | 354                | 364                | 307                | 364                | 402                |